# タイム誌が選んだ小説100選
タイム誌が選んだ小説100選（タイムしがえらんだしょうせつひゃくせん、Time's List of the 100 Best Novels ）は、1923年から2005年の間に英語で出版された、最も価値の高い100の長編小説のリスト。このリストは、『タイム』の評論家であるレヴ・グロスマンとラカヨ・リチャードによって編纂された。
このリストには、1923年（タイムが初めて発行された時点）から2005年（リストが編纂された時点）の間に出版された小説のみが含まれている。その結果、ジェイムズ・ジョイスの『ユリシーズ』（1922年に出版）などのいくつかの注目すべき20世紀の小説は対象外だった。